# Vũ Ấp
Vũ Ấp (chữ Hán giản thể: 武邑县) là một huyện thuộc địa cấp thị Hành Thủy, tỉnh Hà Bắc, Cộng hòa Nhân dân Trung Hoa. Huyện này có diện tích 830 ki-lô-mét vuông, dân số 300.000 người. Mã số bưu chính là 053400. Huyện lỵ đóng tại trấn Vũ Ấp. Về mặt hành chính, huyện Vũ Ấp được chia thành 6 trấn, 3 hương. Tổng cộng có 545 thôn hành chính.
- Trấn: Vũ Ấp, Hàn Trang, Thẩm Pha, Thanh Lương Điếm.
- Hương: Triệu Kiều, Long Điếm, Khuyên Đầu, Tiêu Kiều Đầu, Đại Tử Tháp.